# مورغان ماثيوز
مورغان ماثيوز (بالإنجليزية: Morgan Matthews)‏ هي راقصة على الجليد أمريكية، ولدت في 21 مايو 1987 في شيكاغو في الولايات المتحدة.

## وصلات خارجية
- مورغان ماثيوز على موقع الاتحاد الدولي للتزلج (الإنجليزية)
- مورغان ماثيوز على موقع الاتحاد الدولي للتزلج (الإنجليزية)